# ハンセン病市民学会
ハンセン病市民学会（Hansen's Disease Association for the People）は、ハンセン病についての学習、交流、定言を行う市民活動

## 年次総会・交流会
- 第1回：2005年、菊池恵楓園
- 第2回：2006年、富山国際会議場
- 第3回：2007年、草津音楽の森国際コンサートホール、栗生楽泉園
- 第4回：2008年、日本教育会館、多磨全生園
- 第5回：2009年、星塚敬愛園
- 第6回：2010年、岡山プラザホテル、長島愛生園、邑久光明園、大島青松園
- 第7回：2011年、宮古南静園、沖縄愛楽園
- 第8回：2012年、松丘保養園
- 第9回 :2013年、熊本県立劇場、菊池恵楓園

## 部会
- 宗教部会
- 家族部会[2]
- 青年・学生部会
- 教育部会
- 図書資料部会

## 年報
- ハンセン病市民学会年報　2005 特集第1回交流集会記録　「ベトナム南部におけるハンセン病患者の状況と障害度」「後藤昌文・昌直親子と起廃病院の事績について」その他　世界書院　2005年12月31日 ISBN 4-7927-2084-2
- ハンセン病市民学会年報　2006 特集第2回交流集会記録　「ハンセン病患者のための高等学校における校内民主化運動に関する運動」その他　世界書院　2006年12月31日　ISBN 978-4-7927-2091-9
- ハンセン病市民学会年報　2007 特集第3回交流集会記録　「ハンセン病と皇室」その他　世界書院　2007年12月31日 ISBN 978-4-7927-2095-7
- ハンセン病市民学会年報　2008　特集第4回交流集会記録　　世界書院　2009年4月15日 ISBN 978-4-7927-2097-1
- ハンセン病市民学会年報　2009  隔離の百年から共生の明日へ　解放出版社　2010年3月31日 ISBN 978-4-7592-6732-7
- ハンセン病市民学会年報　2010 島は語る　隔離の象徴として"島"を再認識し、心の橋を架ける　解放出版社　2011年3月31日 ISBN 978-4-7592-6743-3
- ハンセン病市民学会年報　2011 いま、ぬけだそう！　手をつなぎ共に生きる社会へ　解放出版社　2012年3月31日 ISBN 978-4-7592-6752-5

## 参照
1. ↑  http://shimingakkai.com/nyuukai.html
2. ↑  https://www5b.biglobe.ne.jp/~naoko-k/renge/index.HTM